# Ерік Пауельсен
Ерік Пауельсен (дан. Erik Pauelsen; 14 жовтня 1749, Бюгом — 20 лютого 1790, Копенгаген) — данський художник і графік.

## Біографія
Ерік Пауельсен був позашлюбною дитиною. Він народився 14 жовтня 1749 року в м. Бюгом. Талант живописця проявився в майбутнього майстра ще дитинстві. У 1770 році Пауельсен вступив до Королівської академії мистецтв у Копенгагені. Закінчив академію в 1777 році, у тому ж році одружився з Ганною Лобек. За час навчання Пауельсен спілкувався в інтелектуальних колах данської столиці, у першу чергу артистичних. У подальші роки виконував численні замовлення як мальовничі, так і графічні — писав портрети, створював пейзажі, займався книжковою ілюстрацією (наприклад, твори данського історика Ове Маллінга «Великі і добрі діяння деяких данців, норвежців і гольштинців»). У 1780 році художник отримав стипендію, що дозволила йому здійснити трирічну подорож «на ескізи» по Німеччині, Франції і Італії. У 1783 він повертається в Копенгаген. Цікаво, що Пауэльсен досить продуктивно працював в Німеччині, а пейзажі Італії не справили на нього особливого враження — тут він не зробив навіть нарисів. У 1785—1786 він працював над інтер'єрами одного з маєтків на північ від данської столиці. Приблизно в цей час до нього прийшла ідея відправитися в Норвегію і зайнятися відтворенням у фарбах місцевих краєвидів. У 1787 році художникові вдалось зацікавити своїм проектом данський королівський двір, і він отримав підтримку, у тому числі матеріальну. Наступного року він вирушив у південну Норвегію, де багато малював, писав акварелі, створював гравюри і т. д. Через ранню смерть художника цей його альбом так і не був закінчений, проте він чітко означив творчу новизну і обширність задумів майстра. Е. Паульсен був першим художником, який звернув увагу на красу північної скандинавської природи і побажав оспівати її у фарбах. До нього пейзажисти творили види «південного закордону» — передусім Італії, а також альпійські ландшафти. Зі своєї норвезької подорожі Паульсен привіз 100 малюнків і ескізів, на підставі яких збирався створити багато полотен.
Проте доля розпорядилася інакше, майстер встиг написати лише декілька картин. Паульсен покінчив життя самогубством у Копенгагені в лютому 1790 року.